# طبقه اجتماعی در روم باستان

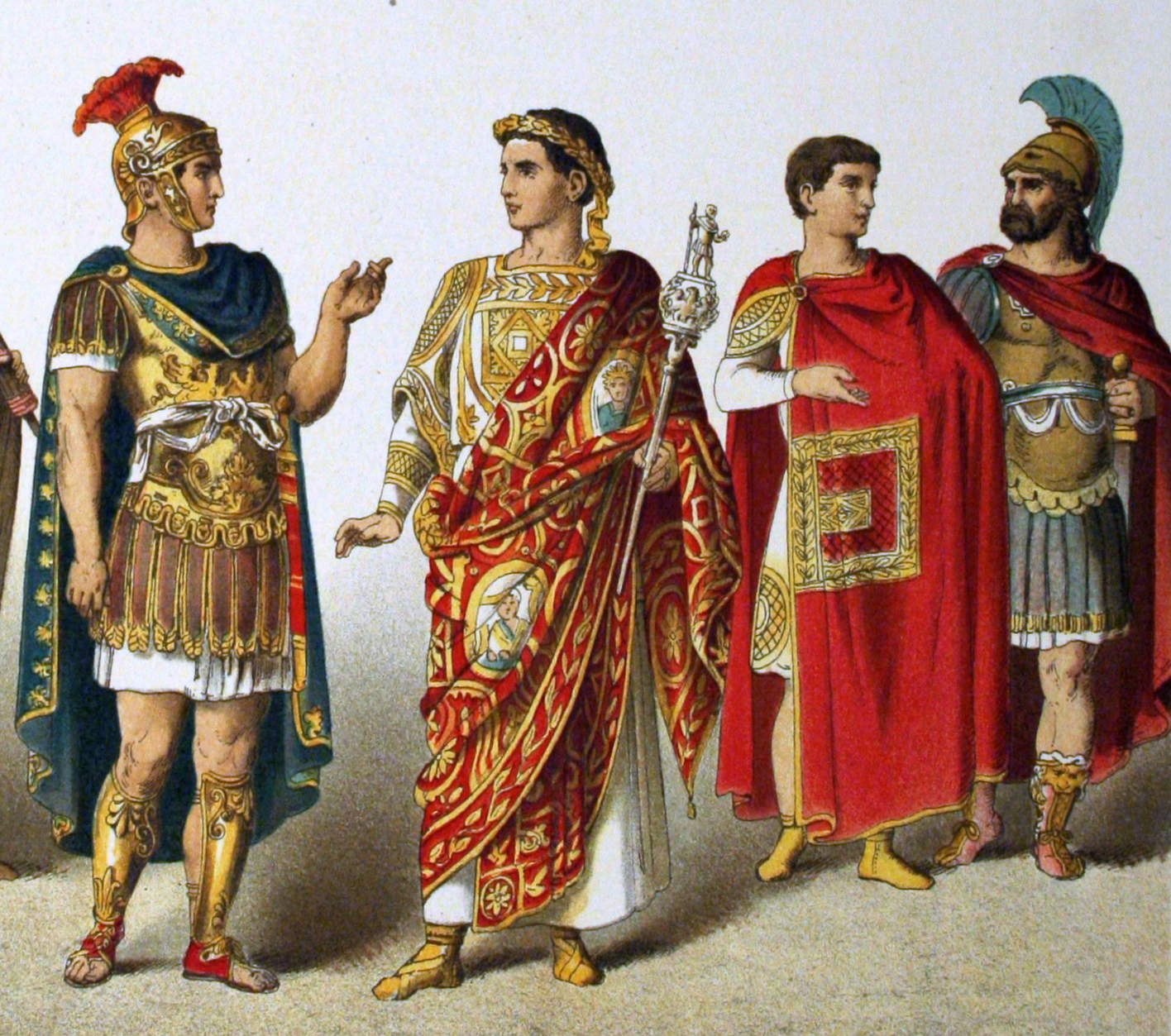
نمونه ای از مردان رومی طبقه بالاتر

طبقه اجتماعی در روم باستان (انگلیسی: Social class in ancient Rome) در قشربندی، با سلسله مراتب اجتماعی متعدد و همپوشانی داشت. موقعیت نسبی یک فرد در یکی ممکن است بالاتر یا پایین‌تر از دیگری باشد، که ترکیب اجتماعی رم را پیچیده می‌کرد.
وضعیت رومی‌های آزاد متولد شده در طول جمهوری روم توسط:
- اصل و نسب پاتریسی‌ها یا پلبی‌ها؛
- رتبه سرشماری کنسور بر اساس ثروت و امتیاز سیاسی، با رتبه‌های طبقه سناتوری و سوارکاران بالاتر از شهروند عادی.
- جنسیت؛
- تابعیت رومی، که درجاتی با حقوق و امتیازات متفاوت وجود داشت.

طبقات مختلف رومی حقوق و امتیازات مختلفی از جمله حق رای، حقوق ازدواج و غیره را مجاز می‌دانستند.